# Malcolm Lang (cầu thủ bóng đá)
Malcolm Christian Lang (sinh ngày 14 tháng 1 năm 1941) là một cựu cầu thủ bóng đá người Anh thi đấu ở vị trí tiền vệ cánh ở Football League cho York City, và ở bóng đá non-League cho Bridlington Trinity.